# Wilson Bethel
Stephen Wilson Bethel, född 24 februari 1984 i Hillsborough, New Hampshire, är en amerikansk manusförfattare och skådespelare. Han är känd från Hart of Dixie och The Young and the Restless.

## Filmografi

### Film
| År   | Titel                         | Roll            | Anmärkningar                                         |
| ---- | ----------------------------- | --------------- | ---------------------------------------------------- |
| 2008 | 1968 Tunnel Rats              | Cpl. Dan Green  |                                                      |
| 2011 | Stealing Summers              | Trevor          |                                                      |
| 2011 | Give a Shirt PSA              |                 | Kortfilm; Manusförfattare                            |
| 2012 | Wyatt Earp's Revenge          | Doc Holliday    |                                                      |
| 2012 | Rachel Bilson: Call me Doctor |                 | Kortfilm; Assisterande producent och manusförfattare |
| 2013 | Inside the Box                | Matt Palmer     | Kortfilm                                             |
| 2013 | Not Today                     | Bill            |                                                      |
| 2013 | Cold Turkey                   | Hank            |                                                      |
| 2014 | Inherent Vice                 | LAPD Officer #1 |                                                      |
| 2014 | Memory 2.0                    | Henry           | Kortfilm; Manusförfattare                            |
| 2017 | So It Goes                    | Jimmy           | Kortfilm                                             |

### TV
| År           | Titel                       | Roll                                 | Anmärkningar                           |
| ------------ | --------------------------- | ------------------------------------ | -------------------------------------- |
| 2004         | The O.C.                    | Brad                                 | Avsnitt: "The Telenovela"              |
| 2005         | JAG                         | Seaman Apprentice Charles Bander     | Avsnitt: "Dream Team"                  |
| 2005         | NCIS                        | P.O. John Kirby                      | Avsnitt: "Switch"                      |
| 2008         | Generation Kill             | Cpl. Evan 'Q-Tip' Stafford           |                                        |
| 2008         | Cold Case                   | James 'Jimmy' Tully                  | Avsnitt: "Shore Leave"                 |
| 2009–2011    | The Young and the Restless  | Ryder Callahan                       | 78 avsnitt                             |
| 2011         | The Perfect Student         | Trent                                | TV-film                                |
| 2011–2015    | Hart of Dixie               | Wade Kinsella                        |                                        |
| 2012         | Reception                   | Greg                                 | 2 avsnitt                              |
| 2013         | Whose Line Is It Anyway?    | Himself                              | 1 Avsnitt                              |
| 2013         | Treme                       | Lanny Fox                            | Avsnitt: "Dippermouth Blues"           |
| 2013         | Stupid Hype                 | Hype                                 | Webbserie                              |
| 2014         | L.A. Rangers                | Parker                               | Webbserie, 5 avsnitt                   |
| 2014–2017    | American Koko               | Salinger                             | 3 avsnitt                              |
| 2015         | Bates Motel                 | Taylor                               | Avsnitt: "Norma Louise"                |
| 2015         | The Astronaut Wives Club    | Scott Carpenter                      | 8 avsnitt                              |
| 2015         | Blood & Oil                 | Finn                                 | 3 avsnitt                              |
| 2016         | Criminal Minds              | Randy Jacobs                         | Avsnitt: "The Bond"                    |
| 2016         | Harley and the Davidsons    | Ray Weishaar                         | Miniseries; Avsnitt: "Race to the Top" |
| 2016         | The Infamous                | Jason Gant                           |                                        |
| 2016–2017    | How to Get Away with Murder | Charles Mahoney                      | 4 avsnitt                              |
| 2018         | Daredevil                   | Agent Benjamin “Dex” Poindexter      | 11 avsnitt                             |
| 2019–present | All Rise                    | Mark Callan                          | 21 avsnitt                             |
| 2025         | Daredevil: Born Again       | Benjamin “Dex” Poindexter / Bullseye | 4 avsnitt                              |